# 粟津之戰
粟津之戰（粟津の戦い）是日本平安時代末期源平合戰中的一場戰役，發生於壽永三年正月二十（1184年3月4日）。
法住寺合戰之後，源賴朝接受後白河法皇的命令，派弟弟源範賴、源義經以及麾下東國諸將討伐源義仲。經過宇治川之戰等敗績後，義仲綁架後白河法皇逃離京都。在六條河原之戰再敗之後，今井兼平等試圖率軍退回根據地北陸。
然而到達近江國粟津時，同長年與義仲爭奪信濃國支配權的一條忠賴率領甲斐源氏軍隊相遇。義仲軍大敗潰滅，源義仲在今井兼平等人的追隨下辛苦逃脫。義仲欲尋找自殺場所，來到粟津的松原。然而馬腳踏入了深田之中動彈不得，義仲被箭射中面部而陣亡。見此情景，今井兼平自殺。木曾源氏勢力滅亡。